# 災異説
災異説（さいいせつ）とは、意志をもった天が自然災害や異常現象を起こして君主に警告を与えるという儒教の学説である。

## 災異説の現われ
天が自然現象を通じて警告するという考えは、戦国時代の『呂氏春秋』や『春秋公羊伝』の中にいくらか例を見いだすことができる。前漢の文帝2年（紀元前178年）の詔の中にも、天が災いによって政治のあやまちを戒めると述べたくだりがある。

## 董仲舒の災異説
『漢書』によれば、儒教の中に陰陽思想を取り入れたのは景帝・武帝代の董仲舒という。董仲舒は春秋公羊学の大家で、『春秋』の解釈を通じて災異と失政の関係を示した。しかし、簡略でそれ自体何も語らない『春秋』はもとより、『春秋公羊伝』にも災異説の観点は希薄である。董仲舒が災異説の創始者とされるゆえんである。
董仲舒は天地も人もともに陰陽に支配されており、人君の政治が乱れると天地の陰陽も乱れて災異が生じる、という理論を唱えた。いわゆる天人相関説である。董仲舒の用語では、「災」は異常の度が小さなもの、「異」は大きなもので、本質的には同じである。董仲舒は『春秋繁露』で、君主が徳を養い善政をとるならば、災異はなくなり福が来るだろうと説いた。君主の横暴を抑え、儒教的な善政を勧めるのが、董仲舒の災異説の目的と言える。
董仲舒においては、災異が事の前兆として起こることはない。災異が政治の実績と関係なく起こるのであれば、予防や対策として善政に努める意味がなくなってしまう。「災異の象を前に推し、しかる後に安危禍乱を後に図る者を悪（にく）む」と特に記し、予言的解釈を牽制した。

## 予言化と讖緯説への変質
後漢になると、占いの書である『易経』をもとにした易学者との交渉により、過去だけでなく将来発生する事件を予言する神秘的な讖緯説へと発展していった。